# Mustafa Adrisi Abataki
Mustafa Adrisi Abataki est un officier militaire ougandais qui a occupé le poste de troisième vice-président de l'Ouganda de 1977 à 1979 et était l'un des plus proches collaborateurs du président Idi Amin. En 1978, après qu'Adrisi ait été blessé dans un accident de voiture suspect, les troupes qui lui étaient fidèles se sont mutinées. Amin a envoyé des troupes contre les mutins, dont certains avaient fui par la frontière tanzanienne, ce qui a peut-être contribué à la guerre entre l'Ouganda et la Tanzanie. Lorsque l'effort de guerre ougandais s'est effondré, Adrisi s'est enfui au Soudan où il a prétendu conserver le poste de vice-président. Il s'est brièvement impliqué dans les activités rebelles du Front de sauvetage national de l'Ouganda avant de revenir d'exil en 1987. Il a lutté contre des problèmes de santé à la fin de sa vie et est décédé en 2013.

## Début de la vie
Mustafa Adrisi est né dans le clan Picara de l'ethnie Aringa dans le district de Yumbe, en Ouganda. Il s'inscrit à l'école primaire de démonstration de Lodonga. Après avoir terminé la quatrième année, les missionnaires catholiques en charge de l'école ont tenté de le convertir de l'islam au christianisme et lui ont donné le nom chrétien de Christopher. Au lieu de cela, Adrisi a abandonné ses études et n'a jamais terminé sa scolarité, ce qui fait qu'il n'a jamais été complètement alphabétisé,.
Adrisi pratiquait la polygamie et, au cours de sa vie, il a épousé huit femmes et a engendré de nombreux enfants, bien qu'à sa mort, il ait perdu sept de ses épouses par la mort ou le divorce.

## Carrière militaire
En 1951, Adrisi a été incorporé dans les King's African Rifles. Il a été formé à Nanyuki, dans la colonie du Kenya. Pendant ses premières années de service militaire, Adrisi a acquis une propriété à Keri, dans le district de Koboko, en Ouganda. En 1952, il a été promu au rang de caporal suppléant. Après une formation supplémentaire et une participation à la répression de la rébellion des Mau Mau au Kenya, il est promu caporal. Après avoir accédé au rang de sergent-major, il s'inscrit à l'école des cadets de la police à Entebbe, en Ouganda. Pendant son congé, il est promu au rang de lieutenant. Le 1er janvier 1967, le gouvernement ougandais, dans le but d'inculquer la discipline à l'armée ougandaise, crée la police militaire et confie le commandement de l'unité à Adrisi et à un sous-lieutenant. Après avoir reçu une formation des Israéliens, il est nommé capitaine. Au cours des années suivantes, il a été commandant en second de la caserne de Mbarara et du quartier général de l'armée de Mbuya, et a servi comme instructeur de la police militaire ainsi que comme officier commandant du régiment de Malire,.
En 1971, il est promu au rang de lieutenant-colonel. Cette année-là, le colonel Idi Amin lance un coup d'État et devient président de l'Ouganda. Adrisi était l'oncle et le beau-frère d'Amin. Deux ans plus tard, il se voit confier le commandement de la brigade de l'armée de terre basée à Mbale. En 1975, Adrisi est nommé général et commandant de l'armée, puis ministre de la Défense. Adrisi est également devenu tristement célèbre pour son extrême corruption, utilisant ses fonctions pour détourner à son profit de grandes quantités d'argent du gouvernement. C'est ainsi qu'il a gagné le surnom de "M. Foreign Exchange",.

## Vice-président de l'Ouganda
En janvier 1977, le président Amin a démis Adrisi de ses fonctions de chef d'état-major de l'armée et l'a nommé vice-président de l'Ouganda. Cette année-là, une scission s'est produite au sein de l'armée ougandaise entre les partisans d'Amin et les soldats fidèles à Adrisi, qui détenait un pouvoir important au sein du gouvernement et souhaitait éliminer les étrangers, en particulier les Soudanais, de l'armée. Adrisi estimait que les étrangers n'étaient pas suffisamment dépendants du régime pour le soutenir et qu'ils fuiraient à leur convenance vers leurs pays d'origine. Il pensait qu'il serait préférable que l'armée ougandaise soit composée d'Ougandais du nord qui avaient davantage intérêt à se battre pour elle. La tension qui en a résulté dans l'armée a été exacerbée lorsqu'Adrisi s'est retrouvé dans une fusillade avec le colonel Taban Lupayi, le chef des marines. Bien qu'il ait menacé des civils plus tôt dans sa carrière, Adrisi était de plus en plus considéré par des segments de l'armée et de la population en général comme un partisan du retour à l'ordre public, car il avait libéré plusieurs détenus civils et condamné publiquement les exécutions extrajudiciaires. Il témoigna plus tard qu'Amin l'avait convoqué à quatre reprises pour l'accuser de fomenter un coup d'État, ce qu'il nia à plusieurs reprises. Selon le journaliste George Ivan Smith, Adrisi fut également impliqué dans une purge des Langi et des Acholi en 1977, au cours de laquelle un grand nombre de civils furent assassinés dans le nord de l'Ouganda. À la fin de l'année, il occupait également le poste de ministre de l'Intérieur, ayant pris le relais après la mort du titulaire précédent, Charles Oboth Ofumbi.
Le matin du 19 avril 1978, alors qu'il se rendait à un poste de police à Jinja, la voiture d'Adris a été impliquée dans un accident à Mbalala. Un wagon stationné est entré en collision avec son véhicule par l'avant, puis son véhicule d'escorte a embouti son véhicule. Une fusillade entre les gardes du corps d'Adrisi et le personnel de sécurité dans le véhicule d'escorte s'est ensuivie, et plusieurs personnes ont été tuées. Adrisi a ensuite été transporté par avion au Caire pour y être soigné de ses blessures à la tête et de ses multiples fractures à la jambe. Pendant son séjour, Amin a déclaré le 8 mai qu'il le démettait de ses postes de ministre de la Défense et de ministre de l'Intérieur et l'a dénoncé pour avoir mis à la retraite de hauts fonctionnaires de la prison à son insu. L'incident a provoqué des troubles au sein de l'armée, car de nombreux partisans d'Adrisi pensaient que l'accident de voiture était une tentative d'assassinat ratée orchestrée par Amin. Adrisi lui-même n'a jamais accusé Amin d'être à l'origine de l'accident. Environ un mois plus tard, Adrisi est rentré en Ouganda et a repris son poste de vice-président. On lui a conseillé de prendre du temps pour récupérer et il s'est retiré dans sa maison à Keri.
En 1979, les forces tanzaniennes et le Front national de libération de l'Ouganda ont envahi l'Ouganda et occupé le pays. Lorsqu'ils sont entrés dans la ville de Koboko, siège du district éponyme, Adrisi s'est enfui à Kaya, au Soudan, avec plus de 2 000 bovins. Sa maison de trois maisons a donc été détruite à la dynamite par les forces tanzaniennes. Lui, sa famille et leur entourage ont d'abord trouvé refuge à Yei. Le gouvernement soudanais l'a ensuite transféré dans le village de Lutaya, où étaient logés de nombreux anciens fonctionnaires du régime d'Amin. Pendant son exil au Soudan, Adrisi a toujours prétendu être vice-président de l'Ouganda,.

## Vie ultérieure
En 1980, Adrisi, Moses Ali et plusieurs autres officiers militaires du régime existant d'Amin ont formé le Front de sauvetage national de l'Ouganda (UNRF), un groupe rebelle visant à reprendre le contrôle de l'Ouganda. L'année suivante, Ali a commencé à attaquer l'Ouganda, et le gouvernement a demandé aux autorités soudanaises de mettre fin aux activités d'Adrisi et de ses collègues. Le gouvernement soudanais les a alors arrêtés et emmenés à Djouba pour les interroger. Ils ont été libérés trois semaines plus tard.
Après l'accession de Yoweri Museveni à la présidence ougandaise, Adrisi a demandé à être rapatrié en Ouganda. Son retour était prévu pour janvier 1987, mais les menaces des membres de l'UNRF qui voulaient poursuivre l'insurrection ont retardé son retour jusqu'en avril. Adrisi est arrivé en Ouganda appauvri, et a reçu une maison appartenant au gouvernement dans le district d'Arua. Le gouvernement ougandais a ensuite créé une commission chargée d'enquêter sur les violations des droits de l'homme commises sous le régime d'Amin. Adrisi a témoigné contre ses anciens collègues. La commission n'a trouvé aucune preuve concluante de l'implication d'Adrisi dans des atrocités pendant son service au sein du régime.
Après être tombé malade en 2008, le gouvernement ougandais a transporté Adrisi par avion à l'hôpital Mulago de Kampala. Il est brièvement tombé dans le coma, mais après s'être rétabli et avoir été libéré, le gouvernement l'a installé de façon permanente dans une autre maison de Kampala afin de pouvoir surveiller sa santé. Il est décédé à l'hôpital Mulago le 28 juillet 2013 à la suite de complications dues à une fracture de la jambe, au diabète et à l'hypertension. Il a été enterré lors de funérailles nationales à Keri le 1er août.